# Mineralnyje Wody
Mineralnyje Wody (russisch Минеральные Воды, inoffizielle Kurzform Minwody Минводы) ist eine Mittelstadt mit 69.569 Einwohnern (Stand 1. Januar 2023) in der nordkaukasischen Region Stawropol in Russland.

## Geographie
Die Stadt liegt an der Kuma im nördlichen Kaukasusvorland. Ihren Namen  – zu deutsch: Mineralwässer – verdankt sie der Lage in der Nähe eines besonders für seine Mineralwasserquellen bekannten Gebietes, zu dem unter anderem die Kurstädte Pjatigorsk und Kislowodsk gehören.
Mineralnyje Wody liegt 170 Kilometer südöstlich der Regionshauptstadt Stawropol sowie 12 Kilometer nordöstlich der nächstgelegenen Stadt Schelesnowodsk. Es ist von einer Steppenlandschaft umgeben, die weiter südlich in eine Mittelgebirgslandschaft (zu der auch der 994 Meter hohe Hausberg Smeika gehört) übergeht.

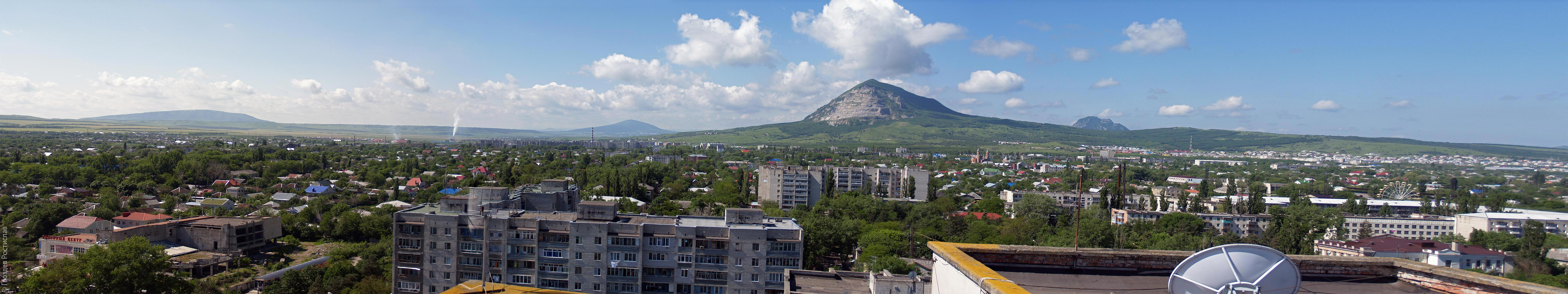
Panoramabild von Mineralnyje Wody

Ähnlich den anderen Städten im Süden der Region Stawropol weist Mineralnyje Wody ein für russische Verhältnisse warmes Kontinentalklima auf, das zwar durch einen trockenen und heißen Sommer, dafür aber einen relativ milden Winter gekennzeichnet ist. Durch die weite Entfernung zum Schwarzen Meer sind die Temperaturunterschiede zwischen den Jahreszeiten deutlicher ausgeprägt als beispielsweise in der Region um Sotschi: Die wärmsten Monate sind Juli und August mit einer Durchschnittstemperatur von 21 bzw. 23 °C, die kältesten sind Januar und Februar mit −3 bzw. −5 °C.

## Geschichte
Mineralnyje Wody entstand in den 1870er Jahren mit dem Bau einer Eisenbahnlinie von Rostow am Don nach Wladikawkas, die 1875 fertiggestellt wurde. An der Stelle der heutigen Stadt entstand damals ein Bahnhof, der Mineralnyje Wody genannt wurde, da er vor allem zur Anbindung der nahe gelegenen Mineralwasser-Kurorte Pjatigorsk, Jessentuki, Kislowodsk und Schelesnowodsk, zusammen auch als Kawminwody („Kaukasische Mineralwässer“) bekannt, an das Schienennetz gedacht war. So erklärt sich auch, dass die Stadt den Namen „Mineralwässer“ trägt, obwohl es hier eigentlich keine Mineralwasserquellen gibt.
Um den Bahnhof herum entstand zuerst eine kleine Siedlung namens Sultanowski (Султановский). Ursprünglich eher unbedeutend und nur knapp 500 Einwohner zählend, wuchs der Ort ab Anfang des 20. Jahrhunderts in stärkerem Maße, nachdem 1898 in dessen Nähe ein Glaswerk errichtet wurde. 1920, als Sultanowski der Stadtstatus verliehen wurde, zählte es bereits über 10.000 Einwohner. Seit dieser Zeit hat der Ort auch den Namen Mineralnyje Wody inne.
In den 1920er Jahren entstanden in der Stadt weitere Industriebetriebe. 1925 wurde nahe der Stadt ein Passagierflughafen in Betrieb genommen, was Mineralnyje Wody eine Stellung als wichtiger Verkehrsknotenpunkt einbrachte.
Da es als eine der Zugangsstellen zu den Erdölfeldern des Kaukasus galt, war Mineralnyje Wody aufgrund seiner strategisch wichtigen Lage während des Zweiten Weltkriegs umkämpft und geriet im August 1942 unter Kontrolle der deutschen Wehrmacht. Während der Besatzung, die bis Januar 1943 dauerte, wurden große Teile der städtischen Infrastruktur, darunter der Bahnhof und die Eisenbahndepots, zerstört. In der Nachkriegszeit wurden die Einrichtungen wieder aufgebaut.

### Bevölkerungsentwicklung
| Jahr | Einwohner |
| ---- | --------- |
| 1939 | 31.306    |
| 1959 | 40.131    |
| 1970 | 55.149    |
| 1979 | 67.381    |
| 1989 | 70.961    |
| 2002 | 75.644    |
| 2010 | 76.728    |

Anmerkung: Volkszählungsdaten

## Wirtschaft und Verkehr

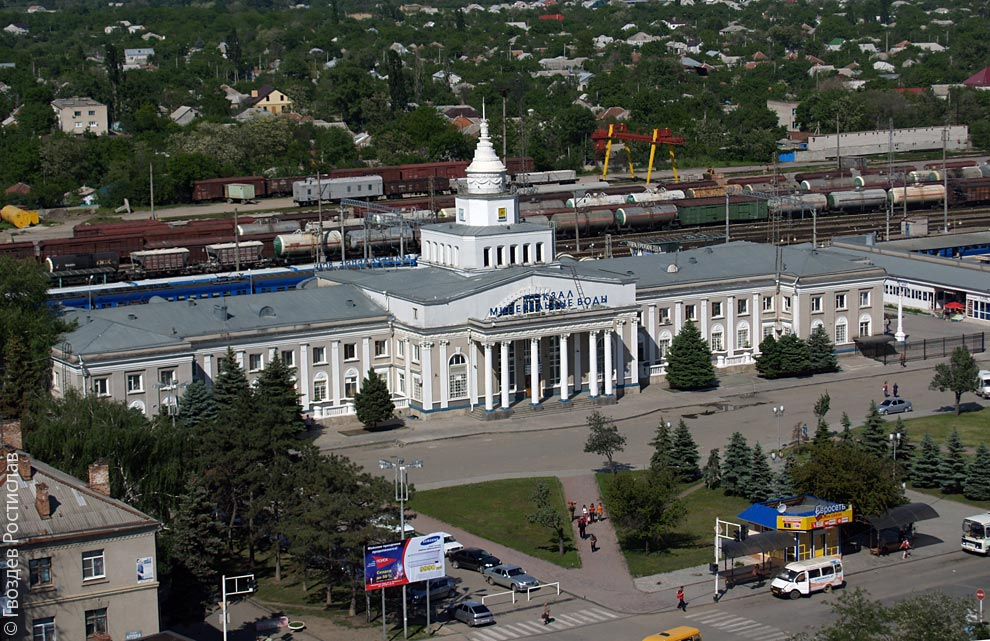
Der Bahnhof von Mineralnyje Wody

Das heutige Mineralnyje Wody ist sowohl ein großer Verkehrsknotenpunkt als auch Zentrum der Industrie. Es gibt in der Stadt neben dem Glaswerk auch Betriebe zur Lebensmittelproduktion, darunter Butter, Gelatine, Spirituosen und Fleischverpackung, ein Kabelwerk, eine Baustofffabrik, ein Flugzeugreparaturwerk sowie Eisenbahnwerkstätten.
In der Region um Mineralnyje Wody wird in hohem Maße Landwirtschaft betrieben, unter anderem werden Weizen, Roggen, Gerste, Hafer, Mais, Buchweizen, Sonnenblumen, Sojabohnen zur Gewinnung von Sojaöl und Koriander angebaut.
Durch Mineralnyje Wody verläuft die Fernstraße M29, die ein Teil der Europastraße mit der Nummer 117 ist. Der Fernbahnhof von Mineralnyje Wody ist ein wichtiger Knotenpunkt im Netz der Nordkaukasischen Eisenbahn: Von der Strecke Rostow–Wladikawkas zweigt hier eine von Regionalzügen befahrene Nebenstrecke über Pjatigorsk und Jessentuki nach Kislowodsk ab, die auch für den Kurbetrieb der Region wichtig ist. Mit dem örtlichen Flughafen besitzt die Stadt einen von der Fluggesellschaft Kavminvodyavia betriebenen Passagierflughafen mit regelmäßigen Verbindungen u. a. nach Moskau, Sankt Petersburg und Baku.

## Weiterführende Bildungseinrichtungen
- Filiale der Rostower Staatlichen Universität für Verkehrsverbindung
- Filiale des Moskauer geisteswissenschaftlich-ökonomischen Instituts
- Filiale des Moskauer Instituts für Unternehmertum und Recht
- W.-I.-Safonow-Musiklehranstalt

## Söhne und Töchter der Stadt
- Nikolai Filippenko (1907–1981), Generalleutnant
- Anna Anfinogentowa (* 1938), Agrarökonomin und Hochschullehrerin
- Wladimir Katrenko (* 1956), Politiker[3]
- Maria Liktoras (* 1975), polnische Volleyballspielerin
- Irina Schewzowa (* 1983), Mathematikerin und Hochschullehrerin